# بيتر أوسغود
بيتر أوسغود (بالإنجليزية: Peter Osgood)‏ (مواليد 20 فبراير 1947) هو لاعب كرة قدم. يلعب مع منتخب إنجلترا لكرة القدم. سبق له أن لعب في كأس العالم لكرة القدم مع منتخب بلاده.

## روابط خارجية
- بيتر أوسغود على موقع قاعدة بيانات كرة القدم.إي يو (الإنجليزية)
- بيتر أوسغود على موقع ناشيونال فوتبول تيمز (الإنجليزية)
- بيتر أوسغود على موقع Soccerbase.com (لاعب) (الإنجليزية)